# Källskären
Källskären är en ögrupp i Sankt Nicolai socken, Oxelösunds kommun.
Källskären ligger i Oxelösunds utskärgård. De har sedan gammalt tillhört kronan. 1895 bildades Källskärsklubben av en grupp borgare i Nyköpingstrakten, som menade att ögruppen under senare år misskötts och att fågellivet på öarna därigenom missgynnats. De lät 1895 uppföra en jaktstuga på Södra källskäret, vid hamnbassängen mellan Södra och Norra Källskär som sedan under åren fram till 1940 utökades med en mängd bodar och stugor. En väktare anställdes 1898 som bodde i stugan under somrarna och höll uppsikt samt hjälpte jägarna att hitta byten, förutom sjöfågel jagades vanligen säl. 
På Södra Källskär står "Sfinxen", en stenskulptur av en sfinx eller kanske egentligen en säl, antagligen uppförd någon gång runt 1900.